# Accident ferroviaire de Pécrot
L'accident ferroviaire de Pécrot désigne une collision entre deux trains survenue le 27 mars 2001 sur la ligne 139 entre Louvain et Ottignies à hauteur du village de Pécrot dans la commune de Grez-Doiceau (province du Brabant wallon) en Belgique. 
Il s'agit d'une collision frontale de type entre un train de voyageurs AM 709 et une rame vide Sprinter 932 roulant à contre-sens à la suite du non-respect de la signalisation par l'un des deux conducteurs. 
L'accident fit huit morts et douze blessés.

## Fil des évènements
- 08:41 : En gare de Wavre, un aiguilleur a remarqué qu'un train de voyageurs vide partait de la voie n°4 malgré la présence d'un feu rouge, en direction de la gare de Louvain.
- 08:42 : L'aiguilleur de Wavre a pris contact avec l'aiguilleur de Louvain, pour l'informer de la présence du train. Cependant, l'aiguilleur de Wavre ne parlait que le français, tandis que celui de Louvain ne parlait que le néerlandais, de sorte que ce dernier n'a pas bien compris le message.
- 08:43 : L'aiguilleur de Wavre a essayé de faire couper le courant sur la voie du train qui a quitté Wavre par erreur. Chaque fois que le courant est coupé pendant plus de 20 secondes, le conducteur du train est tenu par les règles d'exploitation de reconnaître qu'il s'agit d'une situation d'urgence et d'entamer une procédure pour arrêter son train le plus rapidement possible. Cependant, cela ne peut pas être fait depuis Wavre. L'aiguilleur a dû prendre contact avec le contrôleur de courant électrique à Bruxelles pour lui faire part du problème.
- 08:46 : Le contrôleur de Bruxelles a essayé de prendre contact avec le conducteur du train, mais n'a pas réussi à le joindre. Le contrôleur bruxellois a également essayé de prendre contact avec le conducteur d'un train de passagers qui venait de partir de Louvain en direction de Wavre, voyageant sur la même voie que l'autre train, mais dans la direction opposée. Là encore, le contrôleur n'a pas réussi à joindre le conducteur. La zone où l'accident s'est produit est assez isolée, avec une végétation et un terrain très denses qui ont encore plus d’incidence sur la réception radio du train.
- 08:47 : Le courant a été coupé, en dernier recours pour que tous les conducteurs de train touchés arrêtent leur train conformément aux règles d'exploitation, mais malheureusement trop tard.
- 08:50 : Les deux trains sont entrés en collision frontale dans le village de Pécrot. 8 personnes ont été tuées, dont les deux conducteurs, et 12 ont été blessées.

## L'accident selon le jugement
Selon le jugement, l'accident est dû à une série de dysfonctionnements, dus à des erreurs humaines des agents et au manque de prévoyance de la Société nationale des chemins de fer belges (SNCB).